# Bona Dea

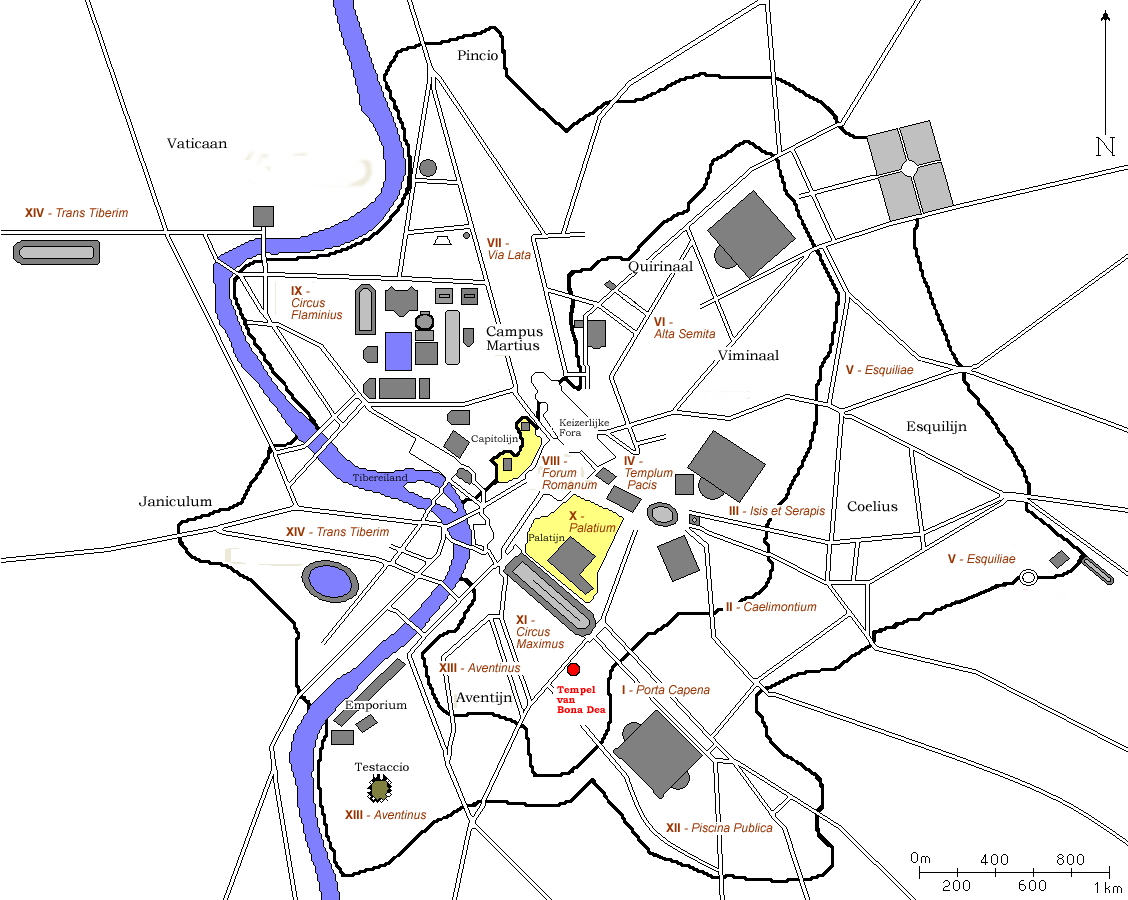
Plano de Roma de alrededor del año 300, en el que está marcado el Templo de la Buena Diosa con un punto rojo.

Bona Dea, en la mitología de la Antigua Roma, es la diosa de la fertilidad, la castidad y la salud. También se la conocía como Maia y como Fauna; por ser hija de Fauno, la divinidad romana cuyo equivalente griego es Pan.
Se representa normalmente sentada en un trono y sosteniendo una cornucopia. Su atributo es la serpiente, símbolo de curación, por lo que en su templo en Roma se conservaban serpientes consagradas. Su imagen se encontraba frecuentemente en las monedas romanas antiguas.

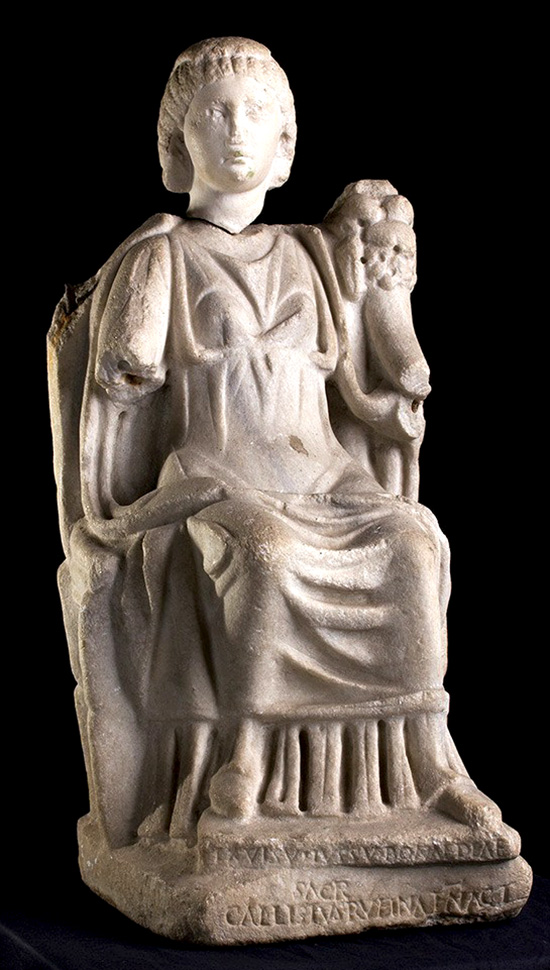
Estatua de mármol de Bona Dea con epígrafe

## Títulos, nombres y orígenes
Bona Dea ("La Buena Diosa") es tanto un nombre, un título honorífico, como también un respetuoso seudónimo; el nombre verdadero o de culto de la diosa es desconocido. Sus otros seudónimos menos comunes incluyen Feminea Dea ("La Diosa de las Mujeres"), Laudanda Dea  ("La diosa para ser alabada"), y Sancta ("La Sagrada", "Sacra"). Se trata de una diosa de "tipo no definible", con varios orígenes y una gama de diferentes características y funciones.

Basándose en lo poco que sabían de sus ritos y atributos, los historiadores romanos especularon con su verdadero nombre e identidad. Rufo Festo la describe como idéntica a una "diosa de las mujeres" llamada Damia, a quien Georges Dumézil considera una antigua interpretación errónea del griego "Deméter". A finales de la era imperial, el autor neoplatónico Macrobio la identifica como una diosa universal de la tierra, un epíteto de Maia, Terra o Cibeles, adorada bajo los nombres de Ops, Fauna y Fatua. El autor cristiano Lactancio, reivindicando al difunto polímata republicano Marco Varrón Terencio como su fuente, la describe como la esposa y hermana de Fauno, llamada "Fenta Fauna" o "Fenta Fatua" (Fenta "la profetisa" o Fenta "la tonta").

## Culto

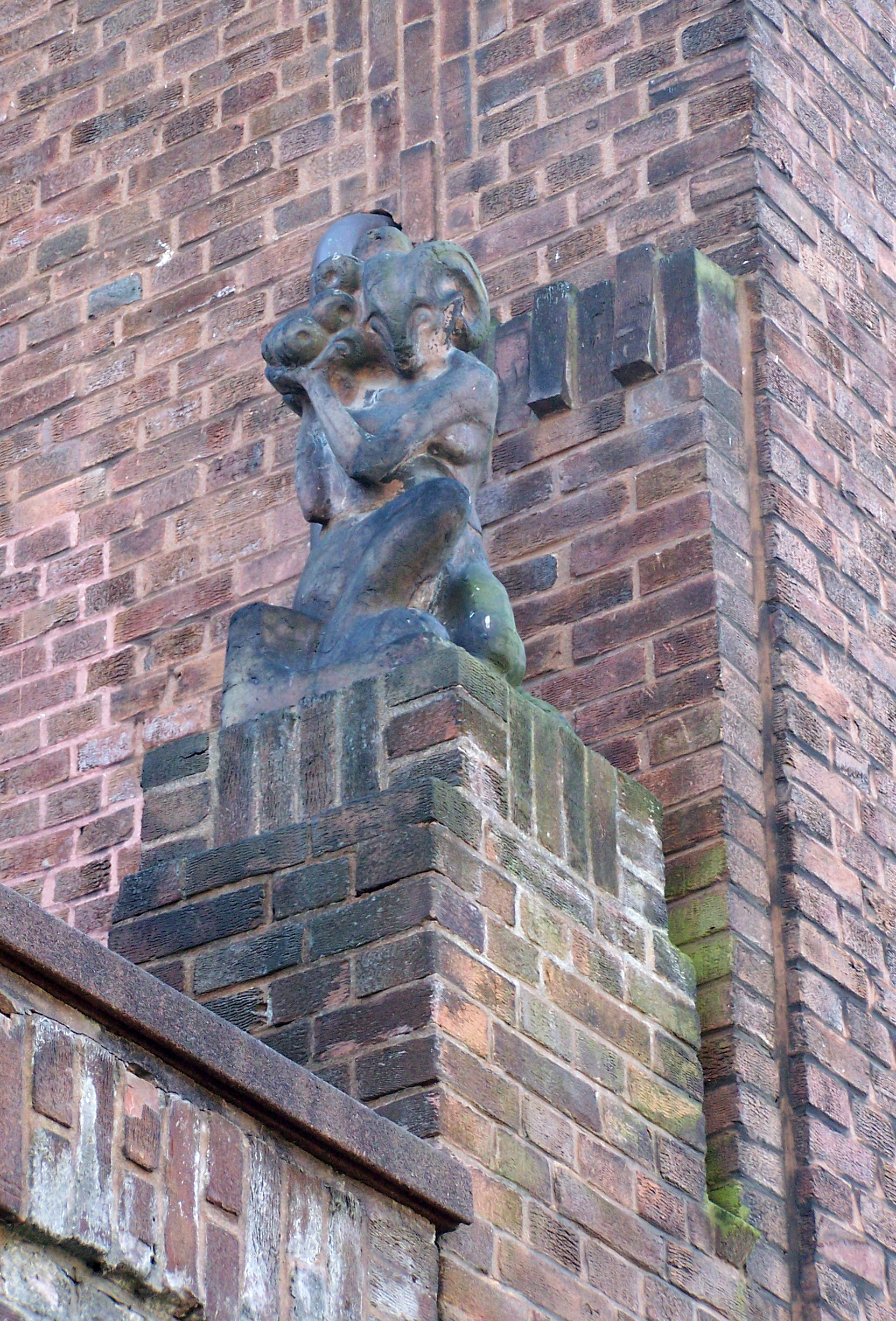
Bona Dea

Bona Dea era una diosa asociada con la virginidad y la fertilidad femenina. También estaba asociada con la curación: muchos enfermos eran tratados en su templo con hierbas medicinales. Era venerada con gran reverencia por plebeyos, esclavos y libertos y mujeres. Se la invocaba para pedir por la salud y la liberación de la esclavitud; o, las mujeres, por su fertilidad. Su culto era muy antiguo e incluía ritos reservados exclusivamente a las mujeres.
La diosa era adorada en un templo en el Monte Aventino, pero los ritos secretos en su favor se practicaban en el hogar de algún magistrado romano el 4 de diciembre. Eran dirigidos por la mujer del magistrado, ayudada por las vírgenes vestales. Además de estar prohibida la participación de hombres en ellos, tampoco se permitían las pinturas de figuras de hombres o animales macho. La habitación estaba decorada con flores y plantas, pero se excluía el mirto ya que, según la tradición, Bona Dea fue golpeada hasta la muerte por Fauno con una rama de mirto. Se sabe muy poco sobre la ceremonia en sí, aunque se cree que en su origen estaba relacionada con la agricultura.

### Citas
1. ↑  Propercio, 4, 9, 25.
2. ↑  Lígdamo, Elegia, 5, 8.
3. ↑  Brouwer, 1989, pp. 236–238.
4. ↑  Brouwer, 1989, p. 323.
5. ↑  Staples, 1998, p. 14
6. ↑  Brouwer, 1989, pp. 237–238, 240–242; citando a Festo, Epitome de Flaccus, de Verborum Significatu
7. ↑  Macrobio cita a Cornelio Labeo como su fuente
8. ↑  Brouwer, 1989, p. 239; cita a Lactancio, Divinae Institutiones, 1, 22, 9–11